# 圣马力诺民主进步党
圣马力诺民主进步党（義大利語：Partito Progressista Democratico Sammarinese，缩写为PPDS）是圣马力诺历史上的一个民主社会主义政党。其意大利对应党是左翼民主党。
1990年，圣马力诺共产党改组为圣马力诺民主进步党。1992年，一些不接受放弃共产主义的强硬派脱党，另行建立圣马力诺重建共产党。2001年3月25日，民主进步党与两个小团体（运动思维和争取改革社会主义者）合并为民主人士党。